# Théodore Janssen
Pour les articles homonymes, voir Janssen.
Sir Théodore Janssen, 1er baronnet de Wimbledon, est un financier et homme politique britannique, né vers 1654 à Angoulême (France) et décédé le 22 septembre 1748 à Wimbledon.

## Biographie
Il est le fils aîné d'Abraham Janssen, riche marchand papetier, et Henriette Manigault, sa femme. Ses parents sont de religion protestante.
Il s'installe en Angleterre en 1680, près de Londres, et acquiert le manoir de Wimbledon dans le Surrey. Il est naturalisé en 1684.
Il participe à la création de la Banque d'Angleterre en 1694, et en devient l'un des directeurs.
Il est anobli par Guillaume III en 1698, et créé baronnet en 1715.
Il est élu député Whig au parlement britannique pour la circonscription de Yarmouth sur l'île de Wight en 1717.
En 1720, il est impliqué dans le scandale de la Compagnie des mers du Sud, et perd la majorité de sa fortune. De plus, moins d'un an après, il est exclu de l'assemblée.
Il décède à Wimbledon, à l'âge de 94 ans.

## Postérité
Il se marie le 26 janvier 1698 à Londres avec Williamza Henley. Ils ont plusieurs enfants dont :
- Sir Abraham Janssen, 2e baronnet de Wimbledon, député du Dorchester de 1720 à 1722[2].
- Sir Henry Janssen, 3e baronnet de Wimbledon.
- Sir Stephen-Theodore Janssen, 4e baronnet de Wimbledon, député de Londres de 1747 à 1754 puis lord-maire de la ville[3].
- Lady Barbara Janssen, qui épouse Sir Thomas Bladen, gouverneur du Maryland.
- Lady Mary Janssen, qui épouse Sir Charles Calvert, 5e baron Baltimore.